# Gekko palmatus
Espèce
Gekko palmatus est une espèce de geckos de la famille des Gekkonidae.

## Répartition
Cette espèce se rencontre en République populaire de Chine et dans le nord du Viêt Nam.

## Publication originale
- Boulenger, 1907 : Descriptions of new lizards in the British Museum. Annals and Magazine of Natural History, sér. 7, vol. 19, p. 486-489 (texte intégral).